# Aurora Pro Patria 1919 2019-2020
Questa voce raccoglie le informazioni riguardanti l'Aurora Pro Patria 1919 nelle competizioni ufficiali della stagione 2019-2020.

## Stagione
Nella stagione 2019-2020 la Pro Patria disputa il girone A del campionato di Serie C. Un campionato falcidiato dalla pandemia da Covid-19, che 
non risparmia il mondo del calcio. Anche la Serie C paga un sostanzioso contributo alla pandemia, con molte gare giocate a porte chiuse senza spettatori, ed un torneo omologato alla ventisettesima giornata, con dodici giornate non giocate. Con i Play-off e Play-out giocati in gara unica e conclusi in pieno agosto. La sospensione arriva a metà febbraio 2010, mentre l'omologazione giunge l'8 giugno 2020, con le promozioni di Monza nel girone A, del L.R. Vicenza nel girone B, della Reggina nel girone C, seguite dalla Reggiana che ha vinto i Play-off. La squadra bustocca al momento della sospensione è undicesima con 32 punti. Avrebbe il diritto a disputare i Play-off, con l'ultimo posto disponibile, la data stabilita è il 30 giugno ad Alessandria, ma la Pro Patria dopo quasi quattro mesi di inattività, non è nella condizione di poter essere all'altezza dell'impegno, rinuncia a continuare lasciando quindi il passaggio del turno ai grigi piemontesi, puntando piuttosto sul farsi trovare pronta per l'inizio del prossimo campionato, a poche settimane dal via.

## Divise e sponsor
Lo sponsor tecnico per la stagione 2019-2020 è Givova, mentre lo sponsor ufficiale è Hupac.
| Casa | Trasferta | Terza | Portiere |

## Organigramma societario
Area direttiva
- Presidente: Patrizia Testa

Area tecnica
- Allenatore: Ivan Javorčić
- Allenatore in seconda: Massimo Sala
- Collaboratore preparatore atletico: Stefano Bacciocchi
- Preparatore atletico: Andrea Disderi
- Preparatore dei portieri: Augusto Rasori

Area sanitaria
- Responsabile: Gianluca Castiglioni
- Medici sociali: Massimo Besnati
- Massaggiatori: Luca Bettinelli

## Rosa
| N. |                    | Ruolo | Calciatore                |
| -- | ------------------ | ----- | ------------------------- |
| 1  | Italia (bandiera)  | P     | Paolo Tornaghi            |
| 2  | Italia (bandiera)  | D     | Alessio Francesco Marcone |
| 3  | Italia (bandiera)  | D     | Andrea Boffelli           |
| 4  | Italia (bandiera)  | D     | Matteo Battistini         |
| 5  | Croazia (bandiera) | D     | Ivo Molnar                |
| 6  | Italia (bandiera)  | C     | Luca Palesi               |
| 7  | Italia (bandiera)  | C     | Alex Pedone               |
| 8  | Italia (bandiera)  | C     | Tommaso Brignoli          |
| 9  | Italia (bandiera)  | A     | Ferdinando Mastroianni    |
| 10 | Italia (bandiera)  | A     | Giuseppe Le Noci          |
| 11 | Italia (bandiera)  | A     | Sean Parker               |
| 12 | Italia (bandiera)  | P     | Giulio Mangano            |
| 14 | Italia (bandiera)  | C     | Luca Bertoni              |

| N. |                    | Ruolo | Calciatore          |
| -- | ------------------ | ----- | ------------------- |
| 15 | Italia (bandiera)  | D     | Leonardo Galli      |
| 16 | Italia (bandiera)  | C     | Giovanni Fietta     |
| 17 | Italia (bandiera)  | D     | Giorgio Spizzichino |
| 18 | Italia (bandiera)  | A     | Edoardo Defendi     |
| 19 | Italia (bandiera)  | D     | Manuel Lombardoni   |
| 20 | Italia (bandiera)  | D     | Niccolò Cottarelli  |
| 21 | Italia (bandiera)  | D     | Riccardo Colombo    |
| 22 | Italia (bandiera)  | P     | Matteo Angelina     |
| 23 | Italia (bandiera)  | C     | Filippo Ghioldi     |
| 24 | Italia (bandiera)  | D     | Stefano Molinari    |
| 25 | Italia (bandiera)  | C     | Davide Ferri        |
| 26 | Italia (bandiera)  | D     | Andrea Masetti      |
| 27 | Albania (bandiera) | A     | Aristidi Kolaj      |

## Risultati

### Serie C

#### Girone d'andata
| Arbitro: | Panettella (Bari) |

|               |           |                        |
| Lombardoni 4’ | Marcatori | 32’ Chiricò 50’ Lepore |

| Arbitro: | Repace (Perugia) |

|               |           |            |
| Giorgione 30’ | Marcatori | 2’ Bertoni |

| Arbitro: | Delrio (Reggio Emilia) |

|                 |           |           |
| Mastroianni 34’ | Marcatori | 36’ Villa |

| Arbitro: | Moriconi (Roma) |

|                              |           |                            |
| Olivieri 45+2’ Alcibiade 85’ | Marcatori | 40’ E. Defendi 52’ Ghioldi |

| Arbitro: | Pashuku (Albano Laziale) |

|  |           |             |
|  | Marcatori | 90+1’ Kolaj |

| Arbitro: | Saia (Palermo) |

|                       |           |  |
| Parker 1’ Colombo 60’ | Marcatori |  |

| Arbitro: | Monaldi (Macerata) |

|                             |           |                |
| G. Gori 25’, 69’ Cutolo 54’ | Marcatori | 28’ E. Defendi |

| Arbitro: | Petrella (Viterbo) |

|                 |           |  |
| Mastroianni 10’ | Marcatori |  |

| Arbitro: | Fiero (Pistoia) |

|  |           |                 |
|  | Marcatori | 23’ Spizzichino |

| Arbitro: | Virgilio (Trapani) |

|             |           |          |
| Le Noci 21’ | Marcatori | 60’ Comi |

| Arbitro: | Zamagni (Cesena) |

|                       |           |                 |
| Barba 32’ Mannini 84’ | Marcatori | 73’ Mastroianni |

| Arbitro: | Carrione (Castellammare di Stabia) |

|                             |           |                                             |
| Mastroianni 31’ Le Noci 38’ | Marcatori | 10’ Infantino 52’ (rig.) Tavano 67’ Mezzoni |

| Como 3 novembre 2019, ore 17:30 CET 13 giornata | Como               | 0 – 0 referto | Pro Patria | Stadio Giuseppe Sinigaglia (2.000 spett.)\| Arbitro: \| Frascaro (Firenze) \| |
| Arbitro:                                        | Frascaro (Firenze) |               |            |                                                                               |

| Busto Arsizio 10 novembre 2019, ore 17:30 CET 14 giornata | Pro Patria       | 0 – 0 referto | Alessandria | Stadio Carlo Speroni\| Arbitro: \| Galipò (Firenze) \| |
| Arbitro:                                                  | Galipò (Firenze) |               |             |                                                        |

| Arbitro: | De Tommaso (Rieti) |

|                           |           |                                     |
| Bruzzaniti 29’ Fedato 38’ | Marcatori | 77’ Battistini 90+5’ (rig.) Le Noci |

| Arbitro: | Pirrotta (Barcellona Pozzo di Gotto) |

|                 |           |                 |
| Mastroianni 49’ | Marcatori | 67’ Cappelluzzo |

| Arbitro: | Di Marco (Ciampino) |

|             |           |                |
| Kabashi 42’ | Marcatori | 45+2’ Molinari |

| Arbitro: | Fontani (Siena) |

|                    |           |                              |
| Le Noci 49’ (rig.) | Marcatori | 29’ Bortolussi 63’ Buzzegoli |

| Arbitro: | Arena (Torre del Greco) |

|  |           |                                         |
|  | Marcatori | 63’ Masetti 84’ Lombardoni 90+3’ Pedone |

#### Girone di ritorno
| Arbitro: | Cosso (Reggio Calabria) |

|                      |           |  |
| Fossati 18’ Mota 83’ | Marcatori |  |

| Arbitro: | Arace (Lugo di Romagna) |

|                  |           |                            |
| Colombo 30’, 59’ | Marcatori | 4’, 54’ Cori 61’ Giorgione |

| Arbitro: | Marotta (Sapri) |

|  |           |                                          |
|  | Marcatori | 39’ Ghioldi 50’ Parker 90+4’ Mastroianni |

| Arbitro: | Bordin (Bassano del Grappa) |

|                                  |           |                           |
| Kolaj 11’ Colombo 51’ Palesi 72’ | Marcatori | 21’ Muratore 58’E. Marchi |

| Busto Arsizio 2 febbraio 2020, ore 17:30 CET 24 giornata | Pro Patria       | 0 – 0 referto | Siena | Stadio Carlo Speroni (872 spett.)\| Arbitro: \| Zufferli (Udine) \| |
| Arbitro:                                                 | Zufferli (Udine) |               |       |                                                                     |

| Arbitro: | Cavaliere (Paola) |

|            |           |            |
| Dierna 78’ | Marcatori | 8’ Le Noci |

| Arbitro: | Zamagni (Cesena) |

|  |           |             |
|  | Marcatori | 28’ Belloni |

| Lecco 27 giornata | Lecco | – n.d. | Pro Patria | Stadio Mario Rigamonti-Mario Ceppi |

| Busto Arsizio 28 giornata | Pro Patria | – n.d. | Olbia | Stadio Carlo Speroni |

| Vercelli 29 giornata | Pro Vercelli | – n.d. | Pro Patria | Stadio Silvio Piola |

| Busto Arsizio 30 giornata | Pro Patria | – n.d. | Pontedera | Stadio Carlo Speroni |

| Carrara 31 giornata | Carrarese | – n.d. | Pro Patria | Stadio dei Marmi |

| Busto Arsizio 32 giornata | Pro Patria | – n.d. | Como | Stadio Carlo Speroni |

| Alessandria 33 giornata | Alessandria | – n.d. | Pro Patria | Stadio Giuseppe Moccagatta |

| Busto Arsizio 34 giornata | Pro Patria | – n.d. | Gozzano | Stadio Carlo Speroni |

| Pistoia 35 giornata | Pisotiese | – n.d. | Pro Patria | Stadio Marcello Melani |

| Busto Arsizio 36 giornata | Pro Patria | – n.d. | Renate | Stadio Carlo Speroni |

| Novara 37 giornata | Novara | – n.d. | Pro Patria | Stadio Silvio Piola |

| Busto Arsizio 38 giornata | Pro Patria | – n.d. | Giana Erminio | Stadio Carlo Speroni |

### Coppa Italia Serie C
| Arbitro: | Frascaro (Firenze) |

|                           |           |                                    |
| E. Marchi 33’ Chiricò 44’ | Marcatori | 15’ Pedone 31’ Marcone 110’ Molnar |

| Arbitro: | Donda (Cormons) |

|                                                   |           |                          |
| Magnino 15’ Scarsella 59’ Ceccarelli 90+5’ (rig.) | Marcatori | 4’ Parker 54’ E. Defendi |